# Mnesithea mollicoma
Mnesithea mollicoma är en gräsart som först beskrevs av Henry Fletcher Hance, och fick sitt nu gällande namn av Aimée Antoinette Camus. Mnesithea mollicoma ingår i släktet Mnesithea och familjen gräs. Inga underarter finns listade i Catalogue of Life.